# 岐阜市もえぎの里
岐阜市もえぎの里（ぎふしもえぎのさと）は、岐阜県岐阜市にある岐阜市の複合施設である。

## 概要
- 羽島郡柳津町の複合施設柳津町やないづもえぎの里として2000年（平成12年）開館。2006年（平成18年）に柳津町が岐阜市に編入され、岐阜市もえぎの里に改称する。

## 施設概要
柳津老人デイサービスセンターもえぎの里
社会福祉法人羽島福寿会が運営するデイサービス施設
もえぎの里生涯学習センター
生涯学習の推進を目的とした施設
- 会議室兼ミーティングルーム（1・2）
- 集団指導室
- 栄養指導室
- 調理室

柳津ふれあい保健センター
岐阜市の市町村保健センターの一つ。柳津地区、鶉地区、日置江地区を担当
原三渓記念室
旧もえぎの里体育館
3階にある体育館。アリーナ（広さ386.11㎡）とトレーニングルームがある。
旧称はもえぎの里体育館。2016年（平成28年）7月30日に岐阜市もえぎの里多目的体育館の開館により旧もえぎの里体育館に改称。運用はもえぎの里多目的体育館と一体化している。
岐阜市柳津地域事務所佐波連絡所

## 交通アクセス
- 岐阜バス茜部三田洞線「もえぎの里」バス停より徒歩すぐ。
  - 岐阜駅（JR岐阜駅バスターミナル）、名鉄岐阜駅（名鉄岐阜のりば）より【E72】もえぎの里行き
- 境川らくちゃんバス「やないづもえぎの里」バス停より徒歩すぐ。

## 周辺施設
- 岐阜市もえぎの里多目的体育館
- 岐阜市柳津生涯学習センター
- 岐阜市立境川中学校
- 岐阜市立柳津小学校
- カラフルタウン岐阜
- 岐阜流通センター
- トヨタ紡織岐阜工場